# Huskvarna stads varmbadhus
Huskvarna stads varmbadhus var ett kommunalt varmbadhus i Huskvarna.
Det ritades av Birger Damstedt och uppfördes 1910 och erbjöd karbad, bastu och simhallsbad. Badhusets bassäng var 12,5 meter lång. Badhuset togs i bruk 1911, samma år som Huskvarna fick stadsrättigheter. Detta var en tid, då simkunnigheten ökade kraftigt. 
Det byggdes om 1937 efter ritningar av Oskar Öberg. Byggnaden används numera av Folktandvården. 

## Bildgalleri

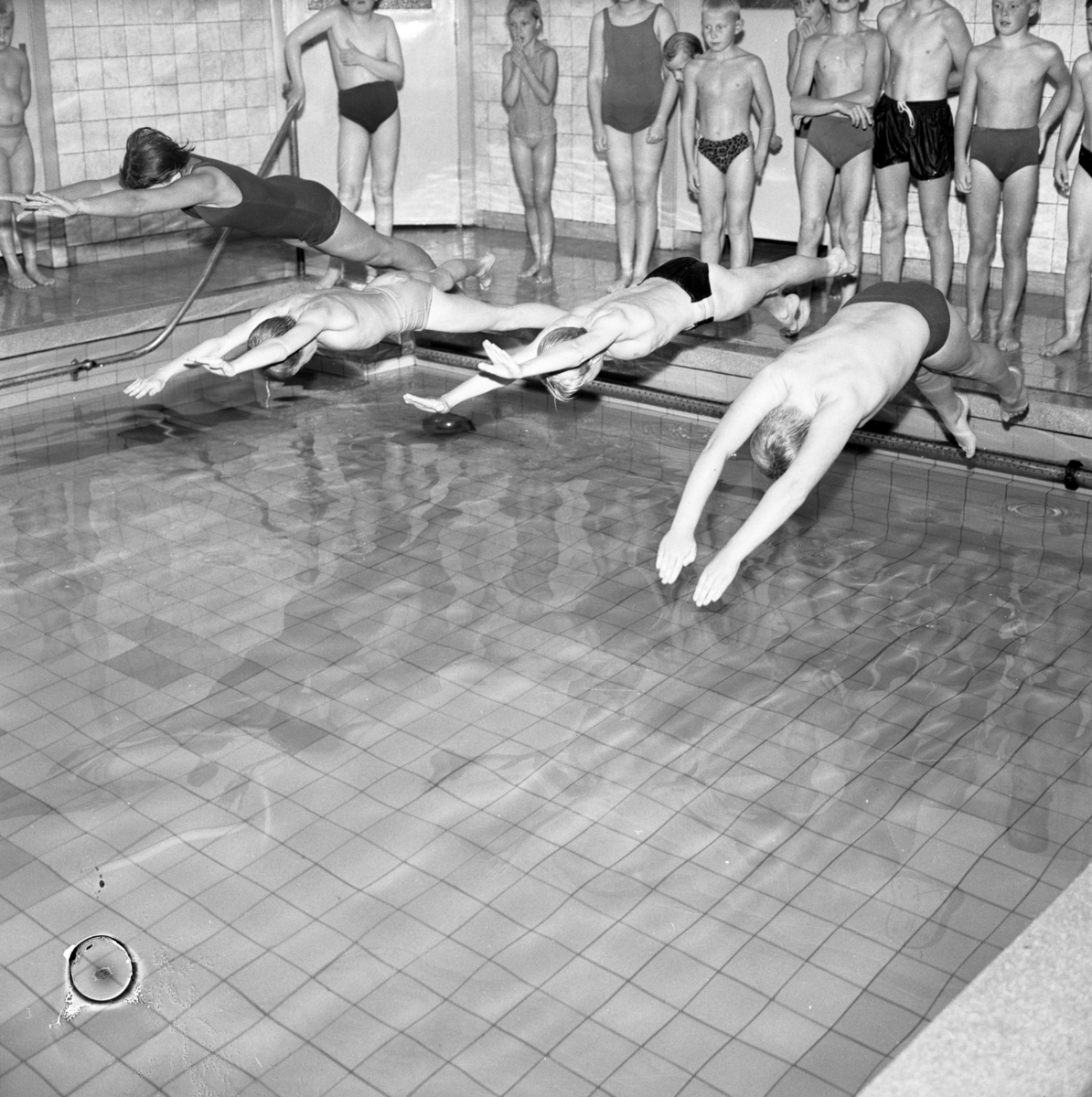
Simskola i Huskvarna stads varmbadhus, 1960-talet. Foto: Conny Rich
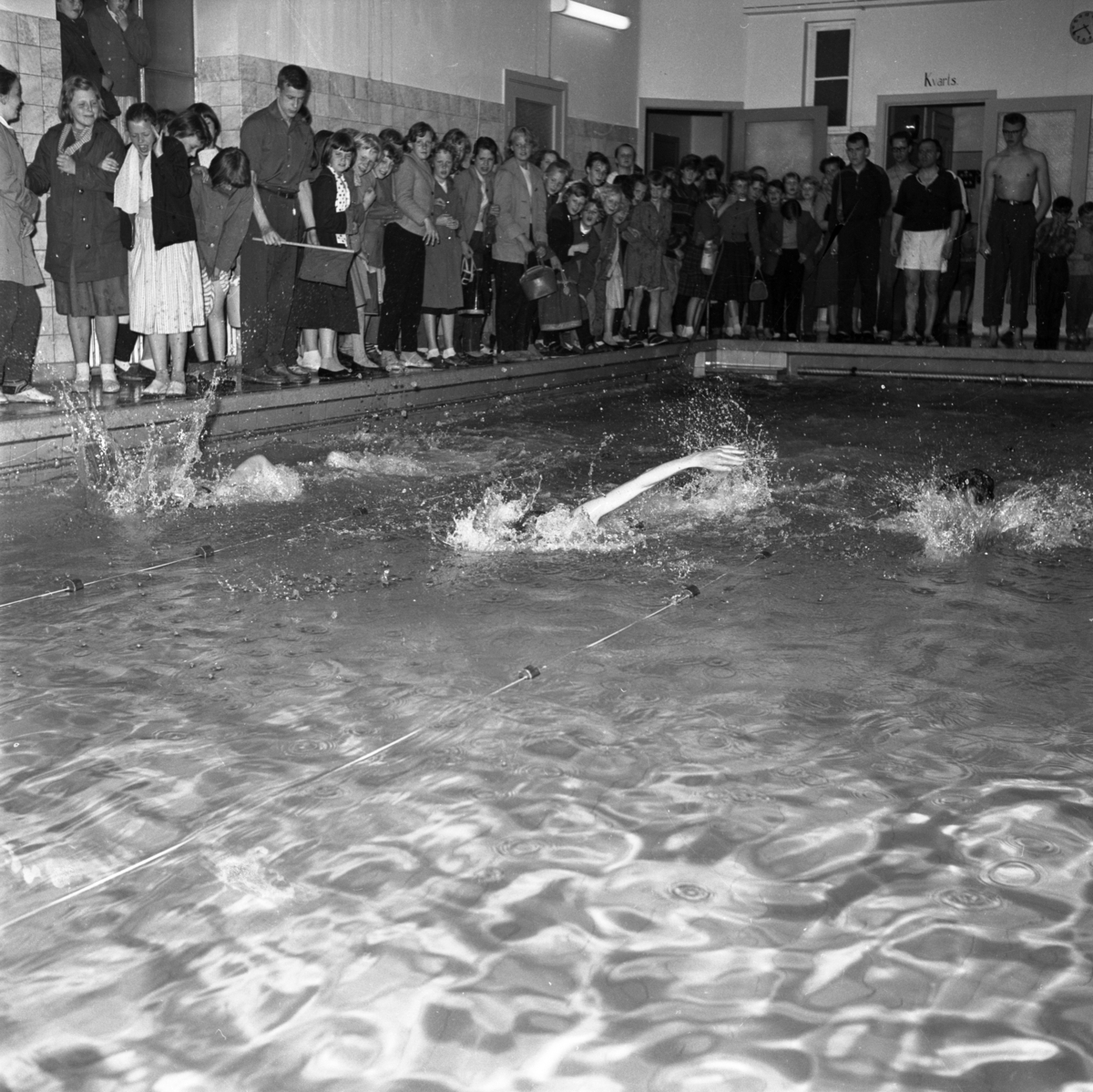
Skoltävling i simning, 1960-talet. Foto: Conny Rich